# Station Lézignan-Corbières
Station Lézignan-Corbières is een spoorwegstation in de Franse gemeente Lézignan-Corbières.